# Apodasmia
Apodasmia  es un género con tres especies de plantas herbáceas perteneciente a la familia Restionaceae. Es originario del sudeste de Australia, Nueva Zelanda, sur de Chile.

## Especies deApodasmia
- Apodasmia brownii (Hook.f.) B.G.Briggs & L.A.S.Johnson, Telopea 7: 371 (1998).
- Apodasmia chilensis (Gay) B.G.Briggs & L.A.S.Johnson, Telopea 8: 22 (1998).
- Apodasmia similis (Edgar) B.G.Briggs & L.A.S.Johnson, Telopea 8: 22 (1998).